# Свети Спиридон (Триандрия)
„Свети Спиридон“ (на гръцки: Ιερός Ναός Αγίου Σπυρίδωνος) е църква в Триандрия, източен квартал на македонския град Солун, Гърция, част от Солунската епархия на Вселенската патриаршия, под управлението на Църквата на Гърция.
Храмът е разположен в центъра на Триандрия. На мястото му е имало по-малка църква „Кръщение Господне“, издигната от заселените тук в 1922 година бежанци от Мала Азия, които донасят със себе си инвентара, икоите и мощите от своите църкви. Храмът е трикорабна базилика и е осветен на 14 ноември 1948 година от епископ Спиридон Апамейски. Между донесените реликви са икони на Свети Йоан Кръстител. По-късно храмът е прекръстен на „Свети Спиридон“, заради смятаната за чудотворна икона в него. Храмът пострадва от Солунското земетресение през 1978 година.
През 1991 година започва да се строи изоснови нов храм – петкорабна базилика с купол с площ 1080 m2. Основният камък е положен на 7 август 1991 година при митрополит Пантелеймон II Солунски. В храма има четири параклиса – „Свети Йоан Кръстител“, „Свети Герасим Кефалонийски“, „Свети Дионисий Закинтски“ и „Свети Хрисостом Смирненски“. Извън храма, до него, е големият параклис „Свети Рафаил, Николай и Ирина“.
В храма се пази икона на Света Богородица Тринодуса от Теодосий Анагност от XIX век.